# Henry Bateman
H M Bateman, Henry Mayo Bateman (født 15. februar 1887 i Australien, død 11. februar 1970) var sin tids mest kendte engelske tegner. Han blev hovedsageligt kendt for en række vittige karikaturtegninger i bladet Punch, hvor han spiddede den engelske overklasses og middelklasses vaner og manerer. Især højtråbende pensionerede oberster gengav han med overbevisning. Hans "The man who ..." er berømte: manden som ... gør det helt uantagelige: Manden, der tændte sin cigar før Majestætens skål, Manden, der kastede en snebold i St. Mortiz, Manden, der klappede mellem satserne etc. Stadig relevante kommentarer til pinlig opførsel.